# New Zealand Football Championship 2004/05
Die New Zealand Football Championship 2004/05 war die erste Spielzeit der höchsten neuseeländischen Spielklasse im Fußball der Männer seit der Einführung von Franchises. Sie begann am 15. Oktober 2004 mit der Partie zwischen Napier City und Auckland City FC und endete am 12. März 2005 mit dem Finale zwischen Waitakere United und Auckland City FC. Im Finale setzte sich Auckland mit 3:2 durch und wurde somit erster neuseeländischer Meister unter dem neuen Modus.

## Modus
Zunächst spielten alle Mannschaften in einer aus acht Mannschaften bestehenden Liga in drei Runden gegeneinander. Anschließend spielten in den Playoffs der Zweit- und Drittplatzierte gegeneinander, um im Meisterschaftsfinale gegen den Vorrundenersten den Meister zu krönen.

## Vorrunde

### Abschlusstabelle
| Pl. | Verein              | Sp. | S  | U | N  | Tore    | Diff. | Punkte |
| --- | ------------------- | --- | -- | - | -- | ------- | ----- | ------ |
| 1.  | Auckland City FC    | 21  | 14 | 4 | 3  | 053:240 | +29   | 46     |
| 2.  | Waitakere United    | 21  | 12 | 4 | 5  | 039:190 | +20   | 40     |
| 3.  | Waikato FC          | 21  | 9  | 4 | 8  | 027:250 | +2    | 31     |
| 4.  | Canterbury United   | 21  | 7  | 6 | 8  | 031:380 | −7    | 27     |
| 5.  | Hawke’s Bay United  | 21  | 7  | 5 | 9  | 039:480 | −9    | 26     |
| 6.  | Team Wellington     | 21  | 5  | 8 | 8  | 035:400 | −5    | 23     |
| 7.  | Otago United        | 21  | 5  | 5 | 11 | 026:460 | −20   | 20     |
| 8.  | YoungHeart Manawatu | 21  | 4  | 6 | 11 | 026:360 | −10   | 18     |

## Meisterplayoff

### Halbfinale
Das Halbfinale fand am 6. März 2005 statt.
| Paarung  | Waitakere United – Waikato FC                                                                                          |
| Ergebnis | 4:1 (2:1) |
| Datum    | 6. März 2005 |
| Tore     | 1:0 Daniel Ellensohn (9.) 1:1 Steve Callinan (33.) 2:1 Craig Wylie (37.) 3:1 Keryn Jordan (54.) 4:1 Keryn Jordan (82.) |

### Finale
Das Finale fand am 12. März 2005 statt.
| Paarung  | Auckland City FC – Waitakere United                                                                                    |
| Ergebnis | 3:2 (0:1) |
| Datum    | 12. März 2005 |
| Tore     | 0:1 Daniel Ellensohn (31.) 1:1 Grant Young (48.) 1:2 Keryn Jordan (70.) 2:2 Liam Mulrooney (81.) 3:2 Grant Young (90.) |

## Weblink
- New Zealand Football Championship 2004/05 in der Datenbank von RSSSF (englisch)